# László Szendrey-Karper

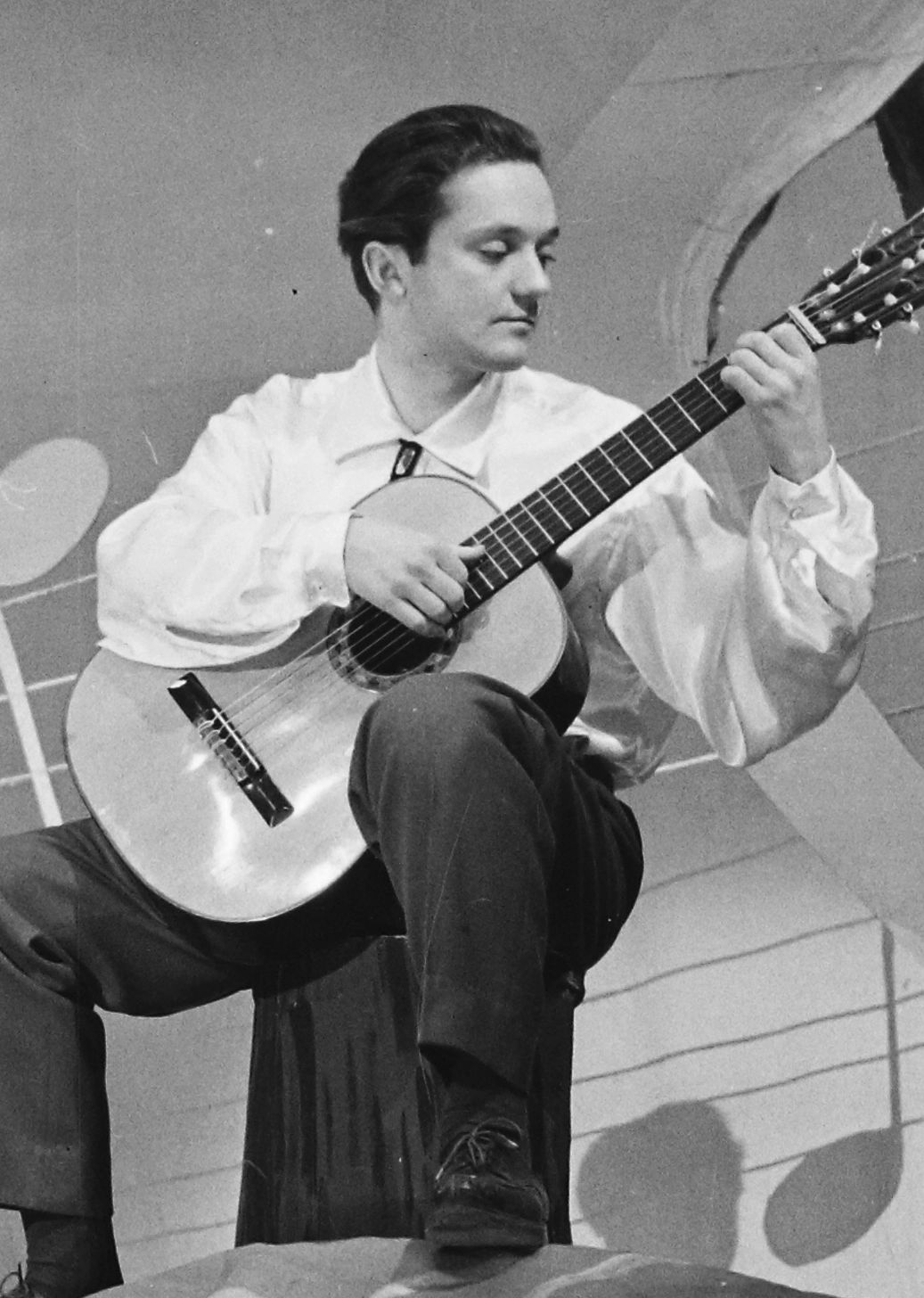
László Szendrey-Karper (1960)

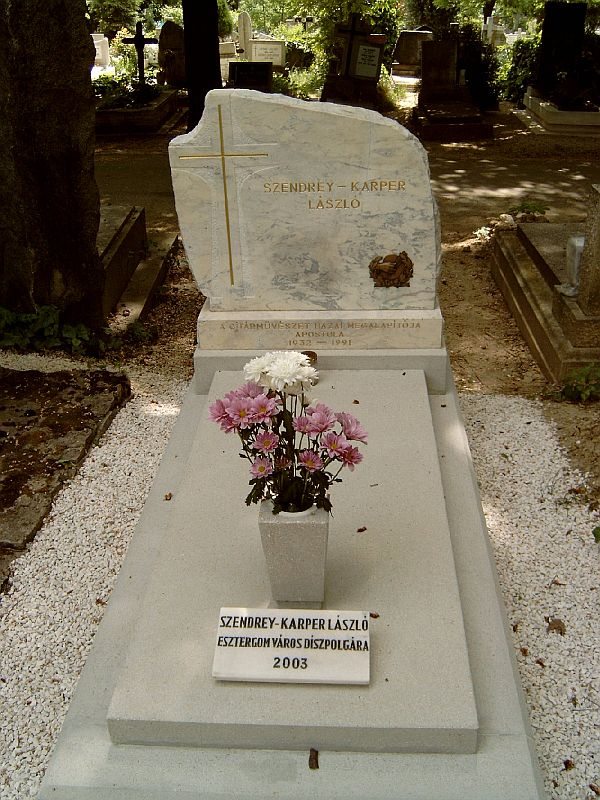
Grabstätte auf dem Farkasréti temető

László Szendrey-Karper (* 28. Januar 1932 in Budapest; † 12. Februar 1991 ebenda) war ein ungarischer Gitarrist und Gitarrenpädagoge.

## Leben
Szendrey-Karpers Vater war Arzt und seine Mutter Lehrerin für Mathematik und Physik. Im Alter von fünf Jahren bekam er seine erste Gitarre und war ab 1939 Schüler von Ernő Kárpáthy, später von Barna Kováts. Nach kleinen Auftritten lud ihn das Ungarische Radio im Alter von 16 Jahren zu seinem ersten öffentlichen Studiokonzert ein. Ab 1950 studierte er zwei Jahre an der Fakultät für Architektur der Technischen Universität Budapest, entschied sich dann jedoch, Gitarrist zu werden, und schrieb sich am Staatlichen Konservatorium ein. Er erhielt Kompositionsunterricht von Rezső Sugár. 1955 nahm er an den 5. Weltfestspielen der Jugend und Studenten in Warschau teil und erhielt für sein Gitarrenspiel eine Goldmedaille. Nach Konzerten mit der Nationalen Philharmonie spielte er 1958 sein erstes Solokonzert an der Franz-Liszt-Musikakademie, das jedes Jahr bis zu seinem Tod stattfand. Der erste große Schritt in der pädagogischen Arbeit von László Szendrey-Karper war die Gründung einer Gitarrenabteilung am Staatlichen Konservatorium in Budapest im Jahr 1962. Ein Jahr später heiratete er die Opernsängerin Karola Ágai, mit der er zahlreiche Konzerte gab. Ab 1966 betreute er die Ausbildung von Gitarristen an der Franz-Liszt-Musikakademie. 1968 wurde er der künstlerische Leiter des von ihm gegründeten Bálint-Bakfark-Gitarrenorchesters und 1973 übernahm er die Leitung des neu gegründeten Esztergom International Guitar Festival, das alle zwei Jahre zu einem Treffpunkt von Gitarristen aus aller Welt wurde. In den 1970er Jahren produzierte er eine 18-teilige Serie über die Gitarre mit dem Titel Hat húron pendülünk, die im ungarischen Fernsehen ausgestrahlt wurde.
Weiterhin nahm Szendrey-Karper eine Reihe von Bearbeitungen für die Gitarre vor. So übertrug er 60 Stücke aus dem Klavierzyklus Für Kinder von Béla Bartók auf die Gitarre. Daneben schrieb er ein Lehrwerk für die Gitarre, das in acht Bänden unter dem Titel Gitárgyakorlatok és darabok bei Editio Musica Budapest erschien. Er nahm an mehr als zehn Schallplattenproduktionen teil, die zum großen Teil bei Hungaroton erschienen sind.
Sein Grab befindet sich auf dem Farkasréti temető in Budapest.

## Würdigung
Szendrey-Karper erhielt eine Reihe von Preisen, 1974 den Franz-Liszt-Preis. Er wurde 1988 als erster europäischer Gitarrist mit dem Villa-Lobos-Preis vom brasilianischen Botschafter in Budapest ausgezeichnet. 2003 wurde er zum Ehrenbürger der Stadt Esztergom ernannt.